# Monday Night Combat
Monday Night Combat es un videojuego de disparos en tercera persona descargable, desarrollado por Uber Entertainment. Fue publicado por Microsoft Studios en Xbox 360 y Uber Entertainment en colaboración con Valve para Microsoft Windows. Fue lanzado el 11 de agosto de 2010 en Xbox 360 como parte del Xbox Live Arcade de verano de 2010 de Microsoft, distribuido a través de Xbox Live Arcade. El 24 de enero de 2011 fue lanzado para Windows a través de Steam .
Monday Night Combat es un juego de disparos en tercera persona con diversas clases en el que dos equipos se enfrentan entre sí en un escenario de combate ficticio similar al de los juegos de defensa de torres. Los competidores de cada equipo son clones y el objetivo es destruir la esfera de dinero del equipo contrario, un elemento estacionario que alberga el dinero del equipo, a la vez que cada equipo protege su propia esfera. Se presenta al jugador como el deporte Monday Night Football del futuro.
El juego tuvo una buena recepción por parte de los críticos, con una media de 79,24 % en GameRankings y 79/100 en Metacritic, dos páginas web destacadas de videojuegos. Los revisores fueron, en su mayoría, a elogiar la calidad del juego en comparación con su precio. También se elogiaron los gráficos y el estilo artístico del mismo. Los críticos notaron que las seis clases de personajes se adaptaban bien al estilo de juego. A finales de 2011, Monday Night Combat había logrado más de 307 000 ventas en Xbox Live Arcade.

## Jugabilidad
Monday Night Combat es un videojuego de disparos que se juega desde una perspectiva en tercera persona. Combina un sistema de selección de personajes por clases con objetivos al estilo de Defense of the Ancients. Su trasfondo es el de un reemplazo futurista de Monday Night Football, en el que los soldados clonados luchan entre sí por dinero.
El juego se desarrolla en uno de dos escenarios, cada uno de ellos una variante del escenario de acción tradicional combinado con elementos de defensa de torres. El primero es Crossfire, en el que compiten equipos de hasta seis jugadores en línea para destruir la esfera de dinero del equipo contrario, la cual debe ser defendida por cada uno de sus equipos. El primer equipo en destruir la esfera de su oponente se alza con la victoria. El segundo escenario se llama Blitz. En Blitz, hasta cuatro jugadores cooperan para proteger la esfera de dinero de su equipo contra oleadas de robots cada vez más difíciles. Blitz se puede jugar solo, en pantalla dividida para dos jugadores o con hasta cuatro jugadores en línea.
Los jugadores pueden elegir entre una de las seis clases, cada una con sus propias habilidades y armas únicas. Las clases Tank y Gunner se centran en el armamento pesado. La clase de apoyo es similar a la del Engineer y el Medic de Team Fortress 2, brindando apoyo a su equipo curando a sus compañeros y reparando robots y torretas. La clase de Asalto se juega de manera similar a la clase de soldado estándar que se encuentra en otros juegos, y está diseñada como una clase completa para los jugadores. Los francotiradores se pueden usar como apoyo de largo alcance, pero también pueden usar su armamento secundario cuando estén cerca de los enemigos. Finalmente, los asesinos se centran en el sigilo y la movilidad y pueden usar sus habilidades para acercarse sigilosamente a los enemigos, despacharlos y luego huir rápidamente.

## Desarrollo y comercialización
Monday Night Combat se anunció para Xbox 360 a través de Xbox Live Arcade el 15 de enero de 2010. Se mostró en abril de 2010 en la PAX East en Boston, Massachusetts con una demostración jugable. También se mostró en junio de 2010 en la Electronic Entertainment Expo con otra demostración jugable. La versión de Xbox 360 se lanzó el 11 de agosto de 2010 a través de Xbox Live Arcade. Se da la posibilidad de que el juego llegase a otras plataformas, como se insinuó durante una entrevista con el productor ejecutivo Chandana Ekanayake. La versión para PC del juego se anunció el 14 de diciembre de 2010. Uber Entertainment realizó una sesión de prueba beta pública que comenzó el 16 de diciembre de 2010 para aquellos que reservaron el juego. Fue lanzado oficialmente el 24 de enero de 2011 a través del distribuidor digital Steam y contendrá el juego principal y el contenido especial de Spunky Cola. Ekanayake reveló además en una entrevista con PC Gamer que la versión para PC del juego tendría soporte completo para las herramientas de desarrollo de Unreal, lo que permitirá a los jugadores crear modificaciones y niveles personalizados.

## Recepción
Monday Night Combat fue bien recibido por los críticos, con un promedio de 79/100 en Metacritic, una web destacada de videojuegos. Desde octubre de 2010, Monday Night Combat vendió más de 225 000 copias en Xbox Live Arcade. Ese número aumentó a más de 293 000 al finalizar 2010. A finales de 2011 las ventas aumentaron a más de 307 000 unidades. La mayoría de los revisores estuvieron de acuerdo en que el juego valía su precio de 1200 Microsoft Points. GamePro dijo que el juego era «loco, pulido y francamente divertido a partes iguales». Game Revolution estuvo de acuerdo y calificó a Monday Night Combat como «muy divertido sin adulterar». La revista oficial de Xbox lo calificó como un «gran videojuego de disparos en tercera persona al estilo de Monday Night Football». Recibió el premio de Gamasutra al mejor juego de consola descargable de 2010.
Game Revolution dijo que la jugabilidad era una mejora con respecto a Team Fortress 2. GamePro también declaró que los veteranos de Team Fortress 2 «definitivamente deberían disfrutar de las similitudes muy obvias». La revista oficial de Xbox consideró que las seis clases de personajes del juego estaban bien equilibradas y que cada clase brindaba utilidad a los jugadores. PALGN elogió el estilo artístico de dibujos animados y los comentarios exagerados del locutor del juego. Continuaron diciendo de Monday Night Combat que fue un «juego de disparos en tercera persona elegante, aerodinámico y diseñado por expertos». IGN destacó los divertidos modos multijugador del juego, afirmando que tanto el modo cooperativo como el de enfrentamiento son «muy divertidos si reúnes a un equipo».

## Secuela
Uber desarrolló una secuela, Super Monday Night Combat, y se lanzó el 18 de abril de 2012. Se basa aún más en el linaje DotA de los juegos de arena de combate multijugador en línea, adoptando elementos como un modelo de juego gratuito, máscaras de personajes y nuevos Pros lanzados regularmente junto con un grupo rotativo de Pros gratuitos y nuevos escenarios al aire libre.